# Gamma Coronae Borealis
Gamma Coronae Borealis (γ CrB) este o stea în constelația Coroana Boreală. Magnitudinea sa aparentă este de 3,84. Se află la o depărtare de Soare de 146 ani-lumină.